# 薬師堂駅 (秋田県)

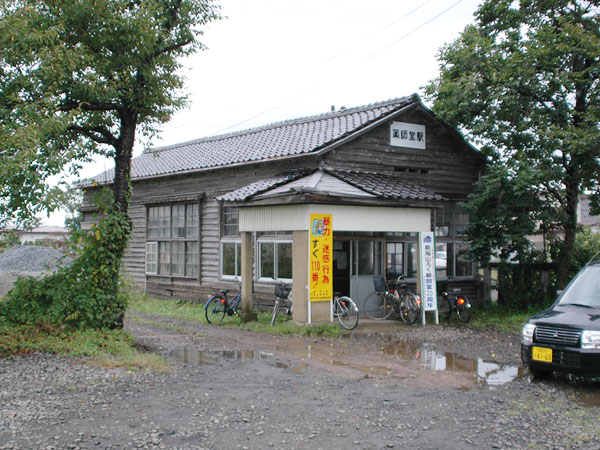
旧駅舎、正面

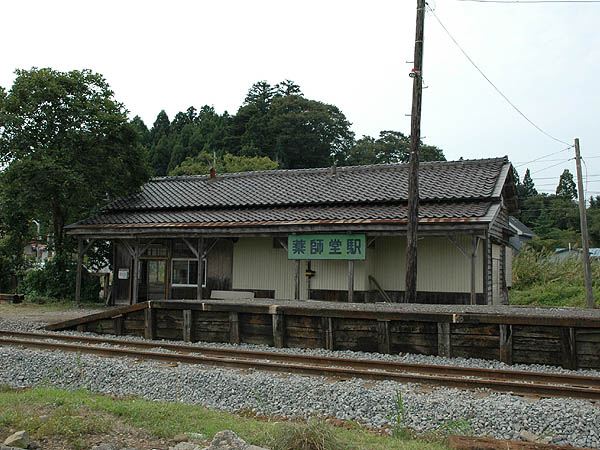
旧駅舎、国道108号側から

薬師堂駅（やくしどうえき）は、秋田県由利本荘市薬師堂にある、由利高原鉄道鳥海山ろく線の駅である。無人駅である。

## 歴史
- 1922年（大正11年）8月1日：横荘鉄道西線の薬師堂停留場として由利郡子吉村に開業[1]。
- 1937年（昭和12年）9月1日：横荘鉄道国有化に伴い、鉄道省に移管。駅に昇格し同省矢島線の薬師堂駅となる[1]。
- 1949年（昭和24年）6月1日：日本国有鉄道発足。この年、駅舎改築[2]。
- 1952年（昭和27年）10月21日：専用線発着車扱貨物の取り扱い開始[1]。
- 1961年（昭和36年）6月20日：貨物取り扱い廃止[3]。
- 1962年（昭和37年）：業務委託化[4][5]。
- 1971年（昭和46年）10月1日：荷物扱い廃止[6]。無人化[7][8]。ただし、翌年3月31日までは（日曜・祝日を除く）6時から15時半まで旅客扱い要員を1名配置する[9]。
- 1985年（昭和60年）10月1日：由利高原鉄道に移管[1]。同社の鳥海山ろく線の所属となる。
- 2009年（平成21年）10月5日：駅舎改築[2]。

## 駅構造
単式1面1線のホームを持つ地上駅。西側に並行する羽越本線側に、駅舎とホームあり。駅に向かうには、羽越線側（矢島街道踏切）からも、鳥海山ろく線側（薬師道踏切）からも踏切を渡って向かう。
老朽化した初代駅舎が2009年8月に解体され、同年10月にバリアフリー化された新駅舎に建て替えられた。

## 利用状況
| 1日乗降人員推移 | 1日乗降人員推移 |
| 年度            | 1日平均人数     |
| --------------- | --------------- |
| 2011年          | 58              |
| 2012年          | 69              |
| 2013年          | 76              |
| 2014年          | 69              |
| 2015年          | 75              |
| 2016年          | 96              |
| 2017年          | 88              |
| 2018年          | 83              |
| 2019年          | 66              |
| 2020年          | 55              |
| 2021年          | 73              |
| 2022年          | 80              |

## 駅周辺
- 国道108号
- 由利本荘市立子吉小学校
- 子吉郵便局

## バス路線
- 羽後交通「薬師堂」停留所

## その他
- 当駅より羽後本荘方では、鳥海山ろく線が羽越本線と並行しているが、羽越本線の駅が設けられたことはない。

## 隣の駅
由利高原鉄道
■鳥海山ろく線
羽後本荘駅 - 薬師堂駅 - 子吉駅